# 에스콜카
에스콜카(Escolca)는 사르데냐어로 이스크로카(Iscroca)이며, 이탈리아 사르데냐 주 수드사르데냐도에 있는 코무네이다. 칼리아리 북쪽으로 약 50 킬로미터 (31 mi) 떨어져 있다. 2004년 12월 31일 기준으로 인구는 652명이며 면적은 14.7 제곱킬로미터 (5.7 mi2)이다.
지리적으로는 캄피다노, 마르밀라, 바르바자 영토 사이에 걸쳐 있는 사르치다노 하위 지역에 위치한다. 내부에는 물라르지아, 플루멘도사, 산 세바스티아노 세 개의 인공 호수가 있다. 사르치다노 지역에는 누라게 유적뿐만 아니라 수많은 고고학 유적이 산재해 있다.
이 코무네는 오일 공동체의 일부이다.
에스콜카 코무네에는 프라치오네 (하위 행정 구역) 산 시모네가 포함되어 있다.
에스콜카는 다음 코무네와 접해 있다: 바루미니, 게르제이, 제시코, 만다스, 세리, 빌라노바프란카.
1952년 카도니 가문은 마을 최초의 독립 영화관인 '시네마 비토리아'(1952-1974)를 개관했다.